# Out of My Mind (película)
Out of My Mind es una película dramática estadounidense sobre la mayoría de edad de 2024 basada en la novela homónima de 2010 de Sharon M. Draper. Está dirigida por Amber Sealey y escrita por Daniel Stiepleman. La película está protagonizada por Phoebe-Rae Taylor (en su debut en la pantalla), Rosemarie DeWitt, Luke Kirby, Judith Light y Jennifer Aniston.
La película se estrenó en el Festival de Cine de Sundance de 2024 el 19 de enero de 2024 y se lanzó en Disney+ el 22 de noviembre de 2024.

## Trama
Melody Brooks es una usuaria de silla de ruedas que no habla, tiene parálisis cerebral y memoria fotográfica. Si bien no puede hablar, sus pensamientos internos se expresan en la voz de la actriz Jennifer Aniston, debido a que su programa de televisión favorito es Friends. Tiene una hermana menor llamada Penny y sus padres, Chuck y Diane, la cuidan constantemente; el primero de ellos cree que Melody merece una mejor educación debido a su obvia inteligencia.
Después de una reunión con la Dra. Katherine Ray, ella le ofrece inscribirla en un programa para sexto grado donde se sienta entre estudiantes en una clase regular. Diane se resiste a permitirlo, pero Chuck la convence para que la inscriba.
Melody es enviada a la clase del Sr. Dimming, donde su apariencia la hace sentir incómoda entre los otros estudiantes y el propio Sr. Dimming. A pesar de demostrar su inteligencia, se encuentra con indiferencia, aunque logra captar la atención de su compañera de clase Rose Spencer. Su amistad comienza increíblemente unilateral, especialmente después de que Melody invita a Rose al museo. Rose se distrae con sus otros amigos mientras Melody se aleja sola. Chuck y Diane deciden solicitar un Medi-Talker y Melody puede hablar con una voz electrónica, que utiliza felizmente a su antojo.
Cuando el Sr. Dimming anuncia la competencia de estudiantes Whiz Kids, Melody convence a Rose de estudiar con ella después de revelar que su Medi-Talker tiene juegos que pueden ayudarlos a estudiar. Las chicas se unen por primera vez. Luego de realizar la prueba se anuncian los estudiantes elegidos para representar a su colegio. Aunque Rose lo logra, Melody no, lo que provoca que Chuck, Diane y el Dr. Ray sospechen. Se enteran de que Melody no solo obtuvo el 100% de respuestas correctas en el examen, sino que el Sr. Dimming decidió ni siquiera calificarlo. El director Antenucci está molesto porque la reputación del Sr. Dimming está empañada y la Dra. Ray se da cuenta de que no le importa ayudar a estudiantes como Melody. Melody se une al equipo, pero Rose se ve obligada a ser suplente, lo que la molesta mucho.
Los estudiantes asisten a la competencia Whiz Kids, donde Melody brilla y gana para el equipo. Después, el grupo celebra sin Melody debido a sus hábitos alimenticios. En el último minuto, el Sr. Dimming se entera de que su vuelo a Washington ha sido cancelado y que su vuelo se ha adelantado, lo que obliga a todos a apresurarse para llegar al aeropuerto. Como Melody no está con ellos, ella es la última en ser informada y pierde el vuelo. Enfadada, Melody llena su Medi-Talk con un batido. Mientras Diane discute con Melody en el auto, no ve a Penny jugando en la entrada y la golpea. Ella sobrevive, pero está hospitalizada. Diane le admite a Melody que ha estado cometiendo más errores que ella y que ella no tiene la culpa de los acontecimientos recientes.
El equipo Whiz Kids regresa de su viaje a Washington, después de haber perdido. Melody llega con sus padres a la clase para finalmente hacer las paces con la ayuda de su Medi-Talk. Ella denuncia que todos no la tratan con respeto y le tienen lástima y que no busca que no solo la traten mejor, sino que la reconozcan y realmente la escuchen. Sus palabras conmueven al Sr. Dimming y a la clase y ella es recibida nuevamente con los brazos abiertos. Mientras termina sus pensamientos internos, su voz de Jennifer Aniston cambia a su voz de Medi-Talk, lo que implica que ahora se acepta a sí misma tal como es.
Durante los créditos, Melody agradece a Jennifer Aniston por permitirle "tomar prestada" su voz.

## Elenco
- Phoebe-Rae Taylor como Melody Brooks
  - Jennifer Aniston como la voz interior de Melody (sin acreditar)
  - Margot Thomas como la voz de Medi-Talker
- Rosemarie DeWitt como Diane Brooks
- Luke Kirby como Chuck Brooks
- Emily Mitchell como Penny Brooks
- Judith Light como la Sra. V.
- Courtney Taylor como la Dra. Katherine Ray
- Michael Chernus como el Sr. Dimming
- Pip McCallan como María
- María Nash como Rose Spencer
- Gavin MacIver-Wright como Rodney Walsh
- Ian Ho como Connor Bates
- Kate Moyer como Claire West
- Sharron Matthews como la señora Anastasia Billups
- Catherine McNally como directora Antenucci
- Kevin Jubinville como Len "El Rey" Kingsley

## Producción
En abril de 2015, se informó que una adaptación cinematográfica de la novela Out of My Mind de Sharon Draper estaba en desarrollo en EveryWhere Studios y Gotham Group.  En mayo de 2022, se informó que la película estaba en desarrollo para Disney+ por Disney Branded Television con Daniel Stiepleman como guionista, Amber Sealey como directora y Phoebe-Rae Taylor como protagonista.   En julio de 2022, Rosemarie DeWitt, Luke Kirby y Judith Light fueron elegidos para los papeles principales junto a Taylor. La producción comenzó en Toronto a finales de ese mes.  Es una de las últimas películas producidas por Participant antes de que la compañía cerrara el 16 de abril de 2024. 

## Lanzamiento
La película se estrenó en la sección Matiné Familiar del Festival de Cine de Sundance 2024,  el 19 de enero de 2024, donde recibió dos ovaciones de pie por parte del público.  A esto le siguió su estreno en Nueva York en el Marlene Meyerson JCC Manhattan el 19 de noviembre de 2024, presentado por ReelAbilities.  Se estrenó en Disney+ el 22 de noviembre de 2024. 